# ジャック・ハートマン
ジャック・ハートマン（Jack Hartman, 1975年10月3日 - ）は、アメリカ合衆国のプロバスケットボール選手である。ポジションはフォワード。

## 人物
NAIAのビオラ大学で活躍後、ABAのロングビーチ・ジャム（現・NBADLベーカーズフィールド・ジャム）で田臥勇太らとともにプレー。
2005年、bjリーグ・大分ヒートデビルズに入団。
2006年、新潟アルビレックスBBに移籍。2007年退団。

## 受賞歴
- 最多スティール